# اریکسون ۱۱۵۲۱
سیارک ۱۱۵۲۱ (به انگلیسی: 11521 Erikson، نامگذاری:1991GE9) یازده هزار و پانصد و بیست و یکمین سیارک کشف شده‌است که در ۱۰ آوریل ۱۹۹۱ کشف شد.
قدر مطلق سیارک برابر ۱۳٫۴۰ است.